# دانييل لوبيز (لاعب كرة سلة)
دانييل لوبيز (بالإسبانية: Daniel López Alcañiz)‏ (و. 1982  م) هو لاعب كرة سلة إسباني، ولد في شلمنقة، مركز لعبه هو هجوم خلفي.

## روابط خارجية
- دانييل لوبيز على موقع الدوري الإسباني لكرة السلة (الإسبانية)
- دانييل لوبيز على موقع كرة السلة الأوروبية.كوم (الإنجليزية)
- دانييل لوبيز على موقع ريلجم (الإنجليزية)
- دانييل لوبيز على موقع بروبوليرز (الإنجليزية)
- دانييل لوبيز على موقع سبورتس رفرنس (الإنجليزية)